# Adonisea ernesta
Adonisea ernesta là một loài bướm đêm trong họ Noctuidae.